# Перганська сільська рада
Перганська сільська рада — колишня адміністративно-територіальна одиниця та орган місцевого самоврядування у Олевському районі Коростенської і Волинської округ, Київської та Житомирської областей Української РСР з адміністративним центром у селі Перга.

## Населені пункти
Сільській раді на час ліквідації були підпорядковані населені пункти:
- с. Перга
- с. Рудня-Перганська
- х. Устинівка

## Населення
Кількість населення ради, станом на 1923 рік, становила 1 164 особи, кількість дворів — 217.

## Історія та адміністративний устрій
Створена 1923 року в складі сіл Перга, Рудня-Перганська та слободи Юстинбург (згодом — Устинівка) Юрівської волості Овруцького повіту Волинської губернії. 7 березня 1923 року включена до складу новоутвореного Олевського району Коростенської округи. Станом на 17 грудня 1926 року в підпорядкуванні значилися хутори Берестені, Дубова Волока, Дубове Озеро, Кохнова Гряда, Крушники, Лісок Підгорілий, Михайлівка, Мошня, Сірчище, Спуди, Чортянка, Яськова Чвертка, які, на 1 жовтня 1941 року, не перебували на обліку населених пунктів.
Станом на 1 вересня 1946 року сільська рада входила до складу Олевського району Житомирської області, на обліку в раді перебували села Перга, Рудня-Перганська та х. Устинівка.
Ліквідована 11 серпня 1954 року, відповідно до указу Президії Верховної ради Української РСР «Про укрупнення сільських рад по Житомирській області», територію та населені пункти ради приєднано до складу Юрівської сільської ради Олевського району Житомирської області.